# Alnham
Alnham – wieś w Anglii, w hrabstwie Northumberland. Leży 53 km na północny zachód od miasta Newcastle upon Tyne i 449 km na północ od Londynu. Miejscowość liczy 99 mieszkańców.